# سرگی لپمتس
سرگی لپمتس (استونیایی: Sergei Lepmets؛ زادهٔ ۵ آوریل ۱۹۸۷) بازیکن فوتبال اهل استونی است.
از باشگاه‌هایی که در آن بازی کرده‌است می‌توان به باشگاه فوتبال لوادیا تالین و باشگاه فوتبال ناروا ترانس اشاره کرد.
وی همچنین در تیم‌های ملی فوتبال زیر ۱۷ سال استونی، زیر ۱۹ سال استونی، زیر ۲۳ سال استونی، و استونی بازی کرده‌است.